# Brockhimbergen
Brockhimbergen ist ein Ortsteil der Gemeinde Himbergen in Niedersachsen mit 76 Einwohnern.

## Geschichte
Brockhimbergen, zwei Kilometer südwestlich von Himbergen gelegen, war ursprünglich ein Rundling, was heute nur noch teilweise sichtbar ist. Die Ortsstraße führte ursprünglich am Dorf vorbei. Die Zufahrt zum Ort ist heute noch als Pflasterstraße (Alte Dorfstraße) zu sehen. Ab dem 19. Jahrhundert wurden zwei Höfe umgesiedelt und prägen das heutige westliche Ortsbild.
In den Vor- und Nachkriegsjahren war Brockhimbergen eine eigenständige Gemeinde, der auch Kollendorf angehörte. Am 1. Juli 1972 wurde sie in die Gemeinde Himbergen eingegliedert.
Von den ursprünglichen sieben Hofstellen werden heute nur noch zwei Höfe bewirtschaftet.
Die erste Erwähnung von Brockhimbergen bzw. Brochintbergun (so der erste niedergeschriebene Name) war 1006. Deswegen feierte das Dorf auch im Jahr 2006 ein 1000-Jahr-Fest mit einer Steinenthüllung und einer Scheunen-Party mit Band-Contest.
Außerdem wurde 2006 die Freiwillige Feuerwehr Brockhimbergen 100 Jahre alt und feierte 60-jähriges Bestehen nach Ende des Zweiten Weltkrieges. Dazu kam auch noch, dass das alte Feuerwehrfahrzeug nach 30-jährigem Dienst in den Ruhestand nach Wolfsburg in das Autostadt-Museum „Haus der Zeit“ entlassen wurde. Gleichzeitig wurde das neue Tragkraftspritzenfahrzeug (TSF) in den Dienst gestellt.